# Ivenzo Comvalius
Ivenzo Ricky Thurston Comvalius (Paramaribo, 24 giugno 1997) è un calciatore surinamese, centrocampista dell'NSC Nijkerk e della nazionale surinamese.

## Carriera

### Club
Dal 2015 al 2019 ha giocato in patria in prima divisione con il Transvaal; dal 2019 al 2021 ha invece segnato un gol in 20 presenze nella prima divisione slovacca con l'AS Trenčín, per poi trascorrere un periodo in prestito nella seconda divisione croata al Dugopolje, con cui gioca 6 partite.

### Nazionale
Ha esordito in nazionale nel 2018. Nel 2021 ha partecipato alla CONCACAF Gold Cup.